# Wędzidełko
Wędzidełko (łac. frenulum) – blaszka lub fałd łączący ze sobą dwa elementy i ograniczający ich ruchomość.
Anatomia człowieka wyróżnia szereg wędzidełek w różnych częściach ciała, np. wędzidełko wargi górnej, wędzidełko wargi dolnej, wędzidełko języka, wędzidełko napletka, wędzidełko łechtaczki, wędzidełko warg sromowych.